# Pitti (Adelsgeschlecht)

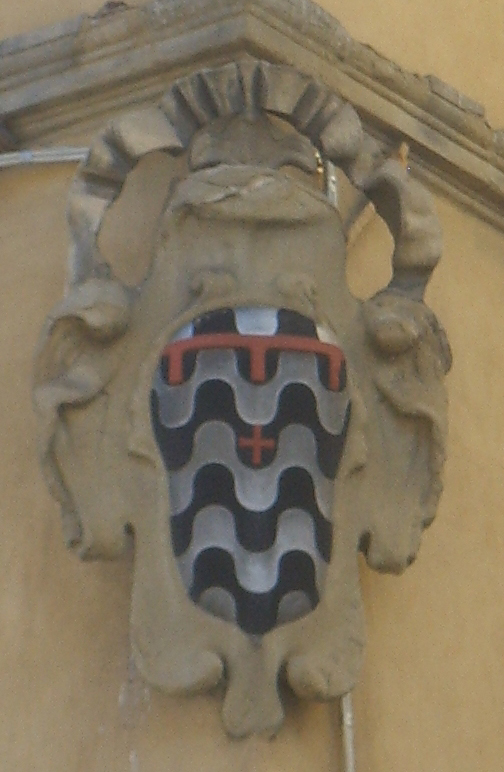
Familienwappen

Die Familie der Pitti war im Florenz der Renaissance eines der bedeutendsten und einflussreichsten Adelsgeschlechter. Durch zahlreiche Heiratsbündnisse war sie mit der Familie der Rucellai verbunden.

## Geschichte
Buonacorso di Neri Pitti († 1432) verfasste eine Chronik seiner Familie, in der er ihre Ursprünge im Val di Pesa südlich von Florenz verortete und beschrieb, wie die guelfischen Pitti aus dem ghibellinischen Kastell Semifonte (heute auf dem Gebiet der Gemeinde Barberino Val d’Elsa) nach Florenz vertrieben wurden, wo sie im Stadtviertel Oltrarno südlich des Ponte Vecchio durch Landbesitz und Wollhandel zu Reichtum und Ansehen gelangten. Schon ab Ende des 12. Jahrhunderts erschienen Mitglieder der Familie im Priorat der Stadt Florenz, dreizehnmal war ein Pitti als Gonfaloniere di Giustizia Stadtoberhaupt. Buonacorso, ein selbstbewusster Patrizier der Frührenaissance, kaufte angrenzende Grundstücke um den Familienbesitz, was die Errichtung des Palazzo Pitti als repräsentative Familienresidenz unter seinem Sohn Luca Pitti (1395–1473) ermöglichte. Luca Pitti gewann als Parteigänger der Medici eine große Bedeutung im politischen Leben von Florenz, verlor seinen Einfluss jedoch nach dem Tode des Cosimo de’ Medici und der Teilnahme an einer Art Interregnum gegen Cosimos Erbe Piero. Damit war der Zenit der Bedeutung der Familie überschritten: Mit der Heirat Caterina Pittis mit Pandolfo di Giovanni Rucellai verband sich die Hauptlinie der Pitti mit diesem Geschlecht; der Palazzo Pitti wurde im 16. Jahrhundert an die Medici verkauft, die ihn zur monumentalen Fürstenresidenz ausbauten.